# Polocrosse

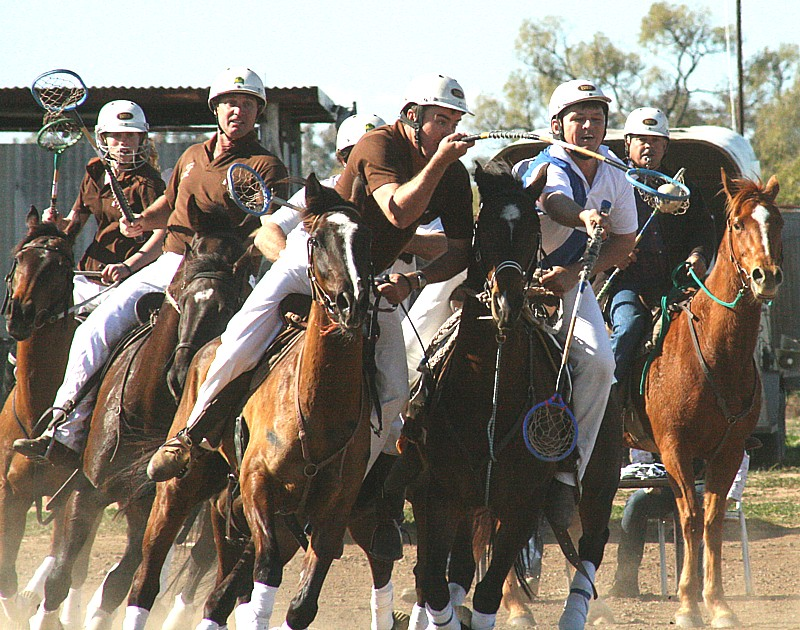
Spielszene

Polocrosse ist eine Kombination aus Polo und Lacrosse, welches zu Pferde gespielt wird.

## Regeln

### Mannschaft
Eine Polocrosse-Mannschaft besteht aus sechs Spielern. Jeweils drei Spieler einer Mannschaft spielen in einem Chukka (Spielzeit). Es werden sechs bis acht Chukkas gespielt. Ein Chukka dauert maximal acht Minuten. Je ein Spieler pro Mannschaft trägt die Nummer 1 für Angriff, ein Spieler trägt die Nummer 2 für Mittelfeld und ein Spieler trägt die Nummer 3 für Verteidigung.

### Pferd
Jedem Spieler ist nur gestattet mit einem Pferd in jedem Turnier zu starten, außer in dem Fall von Verletzung mit der Erlaubnis der Richter mit einem Ersatzpferd spielen zu dürfen. Die Widerristhöhe der Pferde ist nicht beschränkt, die ideale Größe liegt bei ca. 1,50 m.

### Spielfeld und Ausrüstung
Das Spielfeld ist 146,5 mal 55 m. Das Spielfeld ist in drei Bereiche eingeteilt (Angriff, Mittelfeld, Verteidigung), die jeweils nur von den entsprechenden Spielern betreten werden dürfen. Die Zielpfosten stehen an der jeweiligen Stirnseite und sind jeweils 2,5 m voneinander entfernt. Der 27,5 m breite Torraum wird von der Straflinie begrenzt. Im gegnerischen Torraum dürfen sich der Angreifer der eigenen Mannschaft und der Verteidiger der gegnerischen Mannschaft aufhalten. Ein halbrunder Kreis mit einem Radius von zehn Metern um das Tor beschreibt eine Zone, aus der nicht gepunktet werden darf. Tore dürfen nur von Angreifern erzielt werden.
Die Nummer 2 darf nur im 91,5 m breiten Mittelbereich spielen. Die Nr. 3 ist der einzige Spieler, der das Tor verteidigen darf.
Jeder Reiter hat einen Schläger in der Hand mit einem Netz am Ende, in dem der Ball getragen werden kann. Der Schläger kann von jeder möglichen Länge sein, normalerweise von 1,0 m bis 1,2 m. Der Ball ist von dickhäutigem Gummi von 100 bis 103 mm Durchmesser und mit einem Gewicht von 140 bis 155 g.

## Spielverlauf
Die Spieler und Pferde einer Mannschaft stellen sich hintereinander in der Mitte des Feldes auf. Die jeweiligen Spieler mit derselben Nummer stehen parallel nebeneinander. Der Ball wird vom Schiedsrichter von vorne in Richtung der Spieler eingeworfen.
Nach jedem erzielten Tor wird das Spiel mit derselben Aufstellung wieder aufgenommen.
Die Spieler dürfen den Ball im Netz des Schlägers transportieren oder sich den Ball zuwerfen oder dürfen den Ball mit ihrem Schläger aus dem Netz des Gegenspielers schlagen. Der Wechsel des Schlägers auf die andere Seite des Pferdes, um so den Ball vor gegnerischen Spielern zu schützen, ist nicht erlaubt. Auch dürfen Angriffe auf gegnerische Spieler nur während des parallelen reitens neben dem Pferd erfolgen. Ein Kreuzen der Rittrichtung ist verboten. Ziel eines Angriffes ist es, den Ball zwischen den Torpfosten hindurchzuwerfen.
Nach einem fehlgeschlagenen Torversuch nimmt der Verteidiger den Ball auf und wirft ihn von der Straflinie aus wieder ins Feld.

## Geschichte und Verbreitung
Das Spiel entstand in den 1930er Jahren in Australien. In Deutschland wurde es erst 2004 eingeführt. Polocrosseverbände gibt es in den folgenden Ländern: Australien, Deutschland, Irland, Italien, Kanada, Neuseeland, Niederlande, Norwegen, Papua-Neuguinea, Sambia, Simbabwe, Südafrika, Großbritannien, Vereinigte Staaten, Uruguay und Vanuatu.